# Fernando Andrade Castro
Fernando de Andrade y Castro (San Antonio, 1601? - Jaén, 21 de febrero de 1664) fue un religioso, catedrático en la Universidad de Salamanca e Inquisidor de la Suprema General Inquisición. 

## Arzobispo
Fue nombrado arzobispo de Palermo el 28 de noviembre de 1644 y obispo de Jaén el 6 de julio de 1648, falleciendo como tal dieciséis años después. Presidiendo la Diócesis de Jaén se celebró la consagración de la Catedral de Jaén, en 1660.
En el año 1655 adquirió en Valdepeñas de Jaén unas casas con objeto de construir en ellas un palacio de verano en el que descansar y disfrutar del clima agradable de la población, cercana a la capital de la diócesis de Jaén. En 1657 le encargó al arquitecto Eufrasio López de Rojas una importante reforma del inmueble para adaptarlo a las nuevas necesidades. En 1663, poco antes de su muerte hizo donación del mismo a la diócesis, de la que fue propiedad hasta la desamortización española del siglo XIX.
Falleció en Jaén el 21 de febrero de 1664. Fue sepultado en el coro de la Catedral de Jaén. La lápida bajo la que descansa tiene la siguiente inscripción: "Aquí yace el Itrmo. y Rvdmo. Señor D. Fernando de Andrade y Castro - Arzobispo de Palermo - Obispo de Jaén - Fundador del Colegio de San Felipe Neri de la ciudad de Baeza y de la Fiesta de Nuestra Señora del Patrocinio, en esta Santa Iglesia. Insigne y ejemplar prelado. Murió a 21 de febrero de 1664 - Requiescat in pace - Amen."
| Predecesor: Juan Queipo de Llano y Flórez | Obispo de Jaén 1648 - 1664 | Sucesor: Antonio de Piña Hermosa |